# Artiotonus tinae
Artiotonus tinae is een rechtvleugelig insect uit de familie sabelsprinkhanen (Tettigoniidae). De wetenschappelijke naam van deze soort is voor het eerst geldig gepubliceerd in 2011 door Montealegre-Z., Morris, Sarria-S. & Mason.